# New Strawn
New Strawn är en ort i Coffey County i Kansas. Vid 2010 års folkräkning hade New Strawn 394 invånare.